# الإسلام في غوام
يعد التواجد الإسلامي في جزيرة غوام محدوداً بشكل كبير، وترجع أصول أغلب المسلمين في غوام إلى دول إسلامية مختلفة مثل باكستان والهند ودول عربية كمصر والمغرب، يوجد في غوام مسجد واحد فقط هو مسجد النور (غوام) ويقع في قرية مانغيلاو.

## رابطة المسلمين في غوام
تم إنشاء الرابطة عام 1990م لتكون ممثلة وجامعة للمجتمع الإسلامي في غوام، يقدر عدد الأعضاء في الرابطة حالياً بما يقرب الخمسين عضوا رغم أنه قد ازداد سابقاً حتى وصل إلى أكثر من مائة عضو. تشارك الرابطة في إحياء المناسبات الإسلامية مثل عيد الفطر وعيد الأضحى، كما تساهم في التعريف بالإسلام بالجزيرة وزيادة قيم التعاون مع الديانات الأخرى.